# Botigues de Mar
Les Botigues de Mar és un barri del municipi de Creixell protegit com a bé cultural d'interès local.

## Descripció
Barriada marinera amb edificacions populars que, en els segles xviii i xix ocupava la primera línia de mar. Actualment el barri ha quedat absorbit per la urbanització del Port Romà.